# Parijs-Rouen

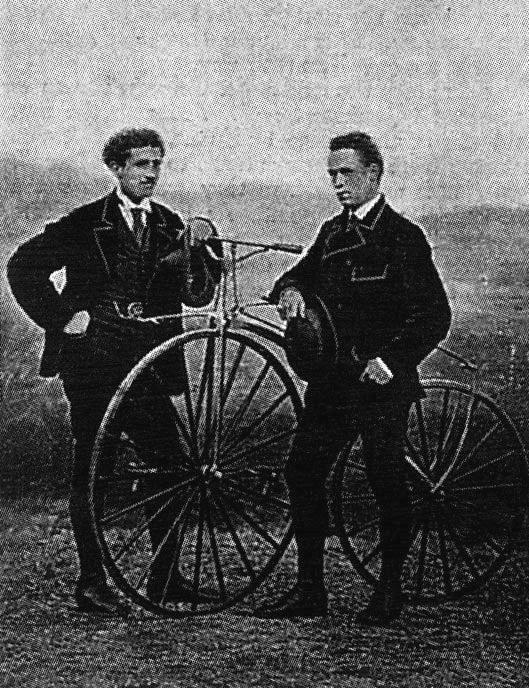
Eerste winnaar James Moore (rechts) met de nummer twee, Jean-Eugène-André Castera

Parijs-Rouen was een Franse wielerwedstrijd tussen de Franse steden Parijs en Rouen. De wedstrijd werd onregelmatig georganiseerd tussen 1869 en 1978. In 1869 was het de allereerste wielerwedstrijd die tussen twee steden werd gereden. Deze eerste editie werd gewonnen door de in Parijs woonachtige Engelsman James Moore, die de 123 kilometer in 10 uur en 40 minuten aflegde.